# Калустов, Григорий Шаумович
Григорий Шаумович Калустов (15 декабря 1908 — 7 августа 1943) — участник Великой Отечественной войны, Герой Советского Союза, заместитель командира 11-й отдельной гвардейской танковой бригады по политической части 2-й танковой армии Центрального фронта, гвардии полковник.

## Биография
Родился 15 (28) декабря 1908 года в городе Баку, в семье рабочего. Армянин по национальности.
Член ВКП(б) с 1930 года. Образование начальное. В Красной Армии с 1930 года. В 1934 году окончил курсы усовершенствования командного состава. Участник Великой Отечественной войны с июня 1941 года.
Гвардии полковник Григорий Калустов был заместителем командира 11-й гвардейской отдельной танковой бригады по политической части (2-я танковая армия, Центральный фронт). Особо отличился в боях под Сталинградом и Курском.
В 1942 году танковая бригада вела тяжёлые оборонительные бои на подступах к Сталинграду. Советские воины без передышки днём и ночью отражали непрерывные атаки врага. Танкисты всегда видели политработника Калустова на наиболее ответственных и опасных участках боя.
За период боевых действий с мая 1942 по август 1943 года бригадой уничтожено пятьсот сорок восемь танков, четыреста сорок девять орудий, двести семьдесят семь пулемётов, сто шестьдесят три автомашины, сто сорок восемь миномётов, тридцать девять дзотов, одиннадцать самолетов и более двенадцати тысяч гитлеровцев. Гвардии полковник Калустов Г. Ш. личным примером воспитывал воинов в духе ненависти к врагам Родины, способствовал укреплению дисциплины и организованности, чёткому выполнению приказов и боевых задач бригадой.
7 августа 1943 года в ходе наступления на Курской дуге 11 гвардейская танковая бригада, в которой сражался Калустов, встретила упорное сопротивление врага. Тяжёлые фашистские танки перешли в контратаку. Танк, в котором находился Калустов, вступил в единоборство с ними. Сопротивление противника было сломлено. Но в самый последний момент вражеский снаряд угодил в машину Калустова. Отважный политработник погиб. Похоронен на Никитском кладбище в Курске.

## Награды
- Указом Президиума Верховного Совета СССР от 4 ноября 1943 года за образцовое выполнение боевых заданий командования на фронте борьбы с немецко-фашистскими захватчиками и проявленные при этом мужество и героизм гвардии полковнику Калустову Григорию Шаумовичу присвоено звание Героя Советского Союза (посмертно).
- два ордена Ленина;
- орден Отечественной войны I степени;
- орден Красной Звезды;
- медали.